# VdB 10
vdB 10 è una piccola nebulosa diffusa, visibile nella costellazione di Perseo.
Si può individuare partendo dalla stella η Persei, una gigante arancione di magnitudine 3,77 e spostandosi di circa 2° in direzione ENE, fino a raggiungere la κ Persei, di quarta grandezza; da qui si prosegue nella stessa direzione per 1,5°, fino a raggiungere una stella bianca di magnitudine 5,8, catalogata come HD 20041 e al limite della visibilità ad occhio nudo. 
Foto a lunga posa eseguite con l'ausilio di un telescopio consentono di mostrare come questa stella sia avvolta da una tenue nebulosità, che diventa evidente soprattutto sui lati orientale e occidentale; la nebulosa riflette la luce di questa stella diventando essa stessa luminosa per riflessione, mostrando un colore bluastro. Il sistema è distante circa 1614 anni luce dal sistema solare.